# Jean Margraff
Jean Alphonse Margraff (Graçay, 17 febbraio 1876 – Lunéville, 11 febbraio 1959) è stato uno schermidore francese, vincitore di una medaglia d'argento nella scherma ai giochi olimpici.